# Bernard Saules
Pour les articles homonymes, voir Saules.
Bernard Saules, né le 30 mai 1954 à Rodez et mort le 8 mars 2019 à Rodez, est un arbitre de football et homme politique français.

## Biographie

### Carrière professionnelle
Bernard Saules est de 1999 à 2015 président de l’Union nationale des arbitres français (UNAF). Il a été également le représentant des arbitres au conseil fédéral de la fédération française de football (FFF) jusqu'en juin 2011. De juin 2011 à décembre 2012, il est représentant des arbitres amateurs au sein de la Haute Autorité du Football, nouvelle instance créée au sein de la fédération française de football.
Bernard Saules arbitre la finale de la coupe de France 1996 qui se solde par la victoire d'Auxerre sur Nîmes.
Il a été arbitre international et fut le premier arbitre français à diriger une partie de championnat étranger en 1996 au Japon. En tant que président de l'Union nationale des arbitres de football (UNAF), il est favorable à l'utilisation de caméras afin de réduire les erreurs d'arbitrage. Bernard Saules démissionne de son poste de président de l'Union nationale des arbitres de Football en mai 2015.
Il siège au conseil d’administration d’Air 12, SEM gérant l’aéroport de Rodez-Aveyron.

### Carrière politique
Bernard Saules est élu conseiller municipal de Rodez le 23 mars 2008 et siège jusqu'en 2014. Il est élu conseiller général de Rodez-Est le 27 mars 2011 sous l'étiquette divers droite, vice-président de la commission culture.
En mars 2015, il est élu conseiller départemental du canton de Rodez-2 en tandem avec Evelyne Frayssinet,,. Il est vice-président du conseil départemental de l'Aveyron. Bernard Saules est président de la commission de la Culture, de la vie sportive et associative, de la coopération décentralisée.
Il est mort le 8 mars 2019 d'un cancer.
Son suppléant Serge Julien, conseiller municipal de Rodez, le remplace au conseil départemental après sa disparition.